# Вест-Вуд (Юта)
Вест-Вуд (англ. West Wood) — переписна місцевість (CDP) в США, в окрузі Карбон штату Юта. Населення — 1066 осіб (2020).

## Географія
Вест-Вуд розташований за координатами 39°36′19″ пн. ш. 110°50′33″ зх. д. / 39.60528° пн. ш. 110.84250° зх. д. (39.605199, -110.842464).  За даними Бюро перепису населення США в 2010 році переписна місцевість мала площу 2,75 км², уся площа — суходіл.

## Демографія
Згідно з переписом 2010 року, у переписній місцевості мешкали 844 особи в 258 домогосподарствах у складі 225 родин. Густота населення становила 307 осіб/км².  Було 269 помешкань (98/км²).
Расовий склад населення:
| - 96,7 % — білих - 0,5 % — вихідців з тихоокеанських островів - 0,4 % — корінних американців - 0,2 % — азіатів - 1,1 % — осіб інших рас |

До двох чи більше рас належало 1,2 %. Частка іспаномовних становила 6,3 % від усіх жителів.
За віковим діапазоном населення розподілялося таким чином: 33,2 % — особи молодші 18 років, 59,0 % — особи у віці 18—64 років, 7,8 % — особи у віці 65 років та старші. Медіана віку мешканця становила 33,7 року. На 100 осіб жіночої статі у переписній місцевості припадало 113,1 чоловіків;  на 100 жінок у віці від 18 років та старших — 104,3 чоловіків також старших 18 років.
Середній дохід на одне домашнє господарство  становив 92 556 доларів США (медіана — 88 438), а середній дохід на одну сім'ю — 100 234 долари (медіана — 101 250). Медіана доходів становила 101 607 доларів для чоловіків та 36 250 доларів для жінок. 
Цивільне працевлаштоване населення становило 335 осіб. Основні галузі зайнятості: освіта, охорона здоров'я та соціальна допомога — 48,1 %, сільське господарство, лісництво, риболовля — 14,3 %, публічна адміністрація — 9,0 %, мистецтво, розваги та відпочинок — 8,7 %.